# Atlapetes tricolor
Atlapetes tricolor е вид птица от семейство Овесаркови (Emberizidae).

## Разпространение
Видът е разпространен в Еквадор, Колумбия и Перу.